# Denis Ten
Denis Jurjewitsch Ten (kasachisch-kyrillisch Денис Юрийұлы Тен; russisch Денис Юрьевич Тен; * 13. Juni 1993 in Almaty; † 19. Juli 2018 ebenda) war ein kasachischer Eiskunstläufer, der im Einzellauf startete. Er gewann Bronze bei den Olympischen Spielen 2014 und war der Vier-Kontinente-Meister von 2015.

## Werdegang
Denis Ten wurde 1993 in Almaty geboren und gehörte der koreanischen Minderheit in Kasachstan an. Sein Ururgroßvater Min Keung-ho war ein bekannter koreanischer General, der am Anfang des 20. Jahrhunderts für die Unabhängigkeit Koreas von Japan focht.
Aufgrund eines Wettbewerbs seiner Musikschule, bei der er Chormitglied war, besuchte er 2002 zum ersten Mal Südkorea. Im Alter von zehn Jahren zog er nach Moskau, um bei Jelena Wodoresowa trainieren zu können.
Am 5. Oktober 2006 debütierte er mit erst 13 Jahren auf internationalem Parkett in Den Haag. Zwei Jahre später errang er in Weißrussland seinen ersten Sieg im Junioren-Grand-Prix. Es war der erste Sieg eines Kasachen bei einem Wettbewerb der internationalen Eislaufunion. Bei seiner ersten Weltmeisterschaft 2009 erreichte er als jüngster Teilnehmer auf Anhieb überraschend den 8. Platz. Ein Jahr später belegte er bei seinen ersten Olympischen Spielen den 11. Platz. Bei der darauffolgenden Weltmeisterschaft wurde er 13. und zog daraufhin mit seiner Mutter nach Kalifornien, um bei Frank Carroll trainieren zu können. Die Weltmeisterschaft 2011 beendete Ten auf dem 14. Platz.
Bei der Weltmeisterschaft 2012 in Nizza erreichte Ten mit dem siebten Platz sein bis zu diesem Zeitpunkt bestes WM-Resultat und verbesserte seine persönlichen Bestleistungen in Kür und Gesamtleistung. Er eröffnete die Kür mit einem gelungenen vierfachen Toeloop, stolperte jedoch aus dem folgenden dreifachen Axel. Er erholte sich von diesem Fehler und landete einen starken dreifachen Axel in Kombination mit einem doppelten Toeloop, zum Ende der Kür hin ging ihm jedoch die Kraft aus und weitere kleinere Fehler folgten.
Der endgültige Durchbruch gelang Ten bei der Weltmeisterschaft 2013 im kanadischen London. Im Kurzprogramm verbesserte er seine persönliche Bestleistung um fast 14 Punkte auf 91,56 Punkte und belegte damit den zweiten Platz in diesem Segment. Seine gute Form konnte er diesmal auch in die Kür retten. Er zeigte zu Ludovic Bources Filmmusik zu The Artist u. a. einen vierfachen Toeloop und eine Dreifach-Axel-Dreifach-Toeloop-Kombination und verbesserte seine persönliche Kürbestleistung auf 174,92 Punkte, womit er die Kür gewann. Dies bedeutete naturgemäß auch einen neuen persönlichen Rekord in der Gesamtleistung von 266,48 Punkten und sicherte ihm schlussendlich die Silbermedaille, nur gut einen Punkt hinter Weltmeister Patrick Chan. Tens erste Medaille bei einer Weltmeisterschaft war gleichzeitig die erste Medaille für Kasachstan bei Weltmeisterschaften. Bei den Olympischen Spielen 2014 gelang Ten der nächste größere Erfolg. Nach einem 9. Platz im Kurzprogramm konnte er durch eine Steigerung in der Kür noch die Bronzemedaille in der Gesamtwertung gewinnen.

## Tod
Denis Ten wurde am frühen Nachmittag des 19. Juli 2018 Opfer eines Raubüberfalls in der kasachischen Stadt Almaty. Dabei wurde er von einem der beiden Täter, die gerade die Spiegel seines Autos stehlen wollten, nach einer heftigen Auseinandersetzung mit einem Messer attackiert und erlitt dadurch eine Stichwunde am rechten Oberschenkel. Er starb wenige Stunden später im Krankenhaus, nachdem er viel Blut verloren hatte. Am Tag darauf wurde einer der beiden Täter, ein 24-Jähriger, verhaftet und gestand die Tat, sein gleichaltriger Komplize wurde kurz darauf ebenfalls gefasst. Am 17. Januar 2019 wurden die beiden zu 18 Jahren Arbeitslager verurteilt, eine mit angeklagte weitere Beteiligte zu vier Jahren Haft.
Tens Eltern gründeten eine Stiftung, um als Andenken an ihren Sohn unter anderem eine Eislaufschule zu eröffnen und einen internationalen Wettbewerb auszurichten. Fans und Freunde des Eiskunstläufers initiierten außerdem eine Petition, die Eishalle in Almaty (Halyk Arena) nach Denis Ten zu benennen.
2019 wurde von der Kasachisch-Britischen Technischen Universität in Almaty, wo Ten eingeschrieben war, erstmals das neu geschaffene Denis-Ten-Stipendium an junge Sportler vergeben.

## Ergebnisse
| Olympische Winterspiele         |       | 11.   |       |       |       | 3.    |       |       |       | 27.   |
| Weltmeisterschaften             | 8.    | 13.   | 14.   | 7.    | 2.    |       | 3.    | 11.   | 16.   | Z     |
| Vier-Kontinente-Meisterschaften | 9.    | 10.   |       | 6.    | 12.   | 4.    | 1.    | Z     |       | 15.   |
| Winter-Asienspiele              |       |       | 1.    |       |       |       |       |       | 10.   |       |
| –                               |       |       |       |       |       |       |       |       |       |       |
| Grand-Prix-Wettbewerb / Saison  | 08/09 | 09/10 | 10/11 | 11/12 | 12/13 | 13/14 | 14/15 | 15/16 | 16/17 | 17/18 |
| Skate America                   |       |       | 11.   | 5.    |       | Z     | 4.    | 9.    | Z     |       |
| Skate Canada                    |       |       |       | 5.    | 6.    |       |       |       |       |       |
| Cup of Russia                   |       |       |       |       | 9.    |       |       |       |       | 9.    |
| Trophée Eric Bompard            |       |       |       |       |       |       | 3.    | 4.    | 2.    | 8.    |
| NHK Trophy                      |       |       | 12.   |       |       |       |       |       |       |       |
| Cup of China                    |       |       |       |       |       | 4.    |       |       |       |       |

- Z = Zurückgezogen